# هيتي ريكليس
إيمي هيستر «هيتي» ريكليس (بالإنجليزية: Hetty Reckless)‏ (من مواليد عام 1776، وتوفيت في 28 يناير من عام 1881): هي عبدةَ هاربة، وأصبحت جزءًا من حركة إبطال الاسترقاق كممارسة شرعية قانونيًا في الولايات المتحدة. قادت ريكليس حملة مناهضة للعبودية، وكانت جزءًا من شبكة الطرق والبيوت الآمنة التي كانت تهدف لحماية العبيد الهاربين بإدارتها لأحد المنازل الآمنة في مدينة فيلادلفيا. حاربت ريكليس الدعارة والرذيلة، وعملت من أجل تحسين تعليم مجتمع السود. تضمنت نشاطات ريكليس إدارة مأوى للنساء، ودعم مدارس الأحد، وحضور المؤتمرات، وكانت رائدة في المجتمع المطالب بإبطال الاسترقاق. بعد وفاة سيدها السابق، عادت ريكليس إلى نيو جيرسي واستمرت بعملها الهادف لمساعدة العبيد الهاربين خلال فترة الحرب الأهلية الأمريكية.

## أولى سنوات حياتها في مدينة سالم
وُلدت إيمي هيستر «هيتي» ريكليس في عائلة من العبيد في مدينة سالم بولاية نيوجرسي الأمريكية عام 1776، لدوركاس بودلي، التي كانت تعمل عند عائلة جونسون الثرية التي عاشت في منزل جونسون هول. في بادئ الأمر، كانت ريكليس ملكًا لجين جيبسون جونسون، وأصبحت، بعد وفاة جين، ملكًا لابنها، روبرت جيبون جونسون. عندما تزوج الكولونيل روبرت جيبون جونسون –الذي اشتُهر بأكله الطماطم في الفترة التي كان يؤمن في الناس بأنها ثمرة سامّة- للمرة الثانية، أساءت زوجته جوليانا معاملة ريكليس، فما كان من ريكليس إلّا أن هربت إلى فيلادلفيا في عام 1829 مع ابنتها وطلبت المساعدة من مجتمع الإبطال مدعية أنها حصلت على حريتها من قبل مالكها السابق. رُوي بأن ريكليس استقلت مركبة جياد عمومية، كأي راكب آخر، وركبت فيها دون أن يُوَجه إليها أي سؤال، وانطلقت من سالم إلى فيلادلفيا، مقررة عدم العودة إليها، وذلك بعد أن كسرت لها جوليانا، زوجة الكولونيل روبرت جونسو، أسنانها مستخدمة عصا المكنسة، واقتلعت خصلًا من شعرها. كانت ريكليس مستاءة أيضًا لأنها حصلت على وعدٍ من والدة جونسون بإطلاق سراحها، لكن، عندما انتقلت ملكيتها إلى الكولونيل، رفض ذلك. حاول الكولونيل جونسون استعادتها بصفتها عبدة له، ووعد بأن يُطلق سراحها في حال عادت له وسلمته ابنتها. رفضت ريكليس عرض الكولونيل، ولم تعد إلى مدينة سالم إلا بعد وفاة جونسون عام 1850.

## ريكليس في فيلادلفيا ومشاركتها في الحملة المناهضة للاسترقاق
عاشت ريكليس في فيلادلفيا مع صموئيل وإليزا كليمنت، اللذين كانا على علاقة طيبة مع عائلة غودوينز، الشقيقتين البروتستانيتين اللاتي كن رائدات في شبكة الطرق والبيوت الآمنة. بعد مقابلتها لهذه المجموعة، أصبحت ريكليس، في عام 1833، عضوًا مؤسسًا في جمعية فيلادلفيا النسوية لمحاربة الاسترقاق، مع كل من غريس بوستيل دوغلاس، وسارة مابس دوغلاس، وشارلوت فورتن غريمكي وابنتيها. احتفظت ريكليس، في مجموعة ممتلكاتها الثمينة، بصورة تجمع أعضاء جمعية فيلادلفيا النسوية لمحاربة الاسترقاق إضافة إلى علم يحتوي على عبارات مناهضة للعبودية. كانت الجمعية متكاملة الأعراق. عملت ريكليس أيضًا مع جمعية يقظة النساء التي تعتبر ذات أغلبية سوداء، والتي تأسست في عام 1838.  كانت هذه الجمعية تابعة لجمعية يقظة الرجال في فيلادلفيا، والتي انضمت إليها ريكليس بعضوية كاملة في عام 1843. عملت ريكليس، بصفتها أحد أعضاء اللجنة الخمسة عشر، مع موظفين ذكور. وطّدت ريكليس علاقاتها مع هذه المنظمات، وكانت مؤمنة بأفكارها ومتحمسة للعمل معها. أظهرت ريكليس في محاضر شهر سبتمبر لعام 1841 من برنامج جمعية فيلادلفيا النسوية لمحاربة الاسترقاق نجاحَ الجمعية في إنقاذ 35 عبدًا في شهر واحد، وطالبت في هذه المحاضر بالحصول على المزيد من الدعم المادي. بعد أربع سنوات من ذلك، طالبت ريكليس مرة أخرى بالحصول على المزيد من الدعم لمساعدة العبيد الهاربين.